# Janin Lindenberg

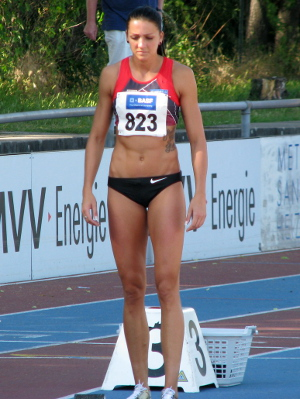
Janin Lindenberg beim Olympia-Qualifikationswettkampf 2012 in Mannheim

Janin Lindenberg, verheiratete Janin March, (* 20. Januar 1987 in Berlin) ist eine ehemalige deutsche 400-Meter-Läuferin, die Mitte 2015 ihre sportliche Karriere beendete. Im September 2015 heiratete sie und heißt seitdem March.

## Leben
Janin Lindenberg startete für den SC Magdeburg, nachdem sie bis 2009 für die LG Nike Berlin aktiv war. Die Mittelstrecklerin war zuvor auch im Weitsprung aktiv, musste ihre einstige Lieblingsdisziplin aber nach zwei Ermüdungsbrüchen im Fuß aufgeben. Bei den U20-Europameisterschaften 2005 gewann sie Silber mit der 4-mal-400-Meter-Staffel. Bei den Juniorenweltmeisterschaften ein Jahr später erreichte sie mit der Staffel Rang sechs. Nachdem sie am 6. Juli 2008 in Nürnberg die 400 Meter in 52,98 s gelaufen war, wurde sie für die deutsche 4-mal-400-Meter-Staffel bei den Olympischen Spielen in Peking nominiert. Dort kam sie jedoch nicht zum Einsatz.
2010 gewann sie über 400 Meter ihren ersten Deutschen Meistertitel. Im gleichen Jahr erreichte sie in der Staffel mit Fabienne Kohlmann, Esther Cremer und Claudia Hoffmann den zweiten Platz bei den Europameisterschaften in Barcelona über die 4-mal 400 Meter. Da später die russische Goldstaffel wegen Dopings disqualifiziert wurde, wurden die deutschen Läuferinnen nachträglich zu Europameisterinnen erklärt. Beim ISTAF in Berlin stellte sie am 22. August 2010 mit 52,20 s eine neue persönliche Bestzeit auf. Bei den Halleneuropameisterschaften 2011 kam sie auf den fünften Platz im Einzel und mit der Staffel. 2012 wurde Lindenberg Deutsche Vizemeisterin über 400 Meter.
Janin Lindenberg absolvierte eine Ausbildung bei der Bundespolizei und ist dort im Ermittlungsdienst tätig.